# سردشت (بشاگرد)
شهر سردشت، مرکز شهرستان بشاگرد در شرق استان هرمزگان ایران است.
در سال ۱۳۸۷ با ارتقای بشاگرد به شهرستان، سردشت نیز به شهر و مرکز آن ارتقاء یافت، البته قبل از شهر شدن سردشت تمامی عوامل و سازمان‌ها در بخش گوهران بشاگرد مشغول به کار بودند تا اینکه سردشت بخاطر موقعیت مناسب جغرافیایی انتخاب شد و منصوب به شهر گردید. مردم شهر به زبان بشاگردی(زبانی محلی)صحبت می‌کنند. صحبت می‌کنند.

## جمعیت
بر پایه سرشماری عمومی نفوس و مسکن در سال ۱۳۹۵ جمعیت این شهر ۱٬۷۲۵ نفر (۶۹۱ خانوار) بوده‌است.
البته شایان ذکر است که بشاگرد دارای روستاهای
بزرگ و کوچک متعددی است که روستاهای بزرگ اطراف سردشت و روستاهایی با تراکم کمتر از منطقه استحفاظی جاسک تا بخش سندرک پراکنده شده‌اند.
مقبره شهید حسن پیردادی از شهدای دفاع مقدس که در عملیات بیت‌المقدس (آزاد سازی خرمشهر) بر اثر ترکش در تاریخ سوم خرداد ماه ۱۳۶۱ به درجه شهادت نائل گردید در کنار حسینیه مرکزی این شهر می‌باشد. و همچنین مقبره دو شهید گمنام در شهر سردشت واقع شده‌است.

## آب و هوا و اقلیم
آب و هوای بشاگرد در نقاط متعدد به علت وجود رشته کوها متغیر است ولی شهر سردشت بشاگرد گرم و خشک است. ارتفاعاتی اطراف این شهر را احاطه کرده و ارتفاع این شهر از سطح دریا ۷۴۲ متر می‌باشد. شهر سردشت تابستان های گرم و زمستان های سردی دارد.

## بوستان‌ها و فضای سبز شهری
- بوستان کوهستان: در کوهستان بوستان سردشت انواع مجسمه‌های از جمله انسان و شتر، بز کوهی قوچ آهو، کبک و انواع مجسمه‌های دیگری ازجمله پلنگ ایرانی، که در منطقه بشاگرد زیست‌بوم دارند را نشان از سرسختی و ایستادگی مردم دارد و پارک به صورت پلکانی ساخته و در بالای آن پلنگ ایرانیست و در مجاور آن چند کپر (خانه‌های چوبی که مردم منطقه از شاخ و برگ درختان نخل می‌ساختند) وجود دارد.
- پارک بانوان: پارکی که برای ورزش خانم‌ها در نظر گرفته شده‌است و آقایان اجازه ورود به این قسمت از پارک را ندارند.
- شهر جم: اندک مقداری جلوتر ودر پشت سازهای اداری قرار دارد.

## آموزش عالی
- دانشگاه آزاد اسلامی سردشت بشاگرد

دانشگاه آزاد اسلامی واحد سردشت بشاگرد تنها دانشگاهی است که در شهر بشکرد وجود دارد جالب است بدانید که تنها یک بانک در این شهر که جمعیت فعلی آن بالغ بر ۲۰۰۰ نفر است وجود دارد.